# エコトピア
『エコトピア』（英: Ecotopia）は、アーネスト・カレンバック（1927 - 2012）の小説。
副題は「ウィリアム・ウェストンのノートと報告書 (英: The Notebooks and Reports of William Weston)」。
1975年に出版された。
この本に描かれた社会は、最初の生態学的ユートピアであり、1970年代以降のカウンターカルチャーやグリーン・ムーブメントに多大な影響を与えた。
著者自身は本書に描かれた社会を、（完全な社会という意味での）真のユートピアではないが、社会的な目的や価値観に導かれてはいるものの不完全な形成過程の社会であると述べている。アメリカ国民との関係で言うと、「今持っている物と根本的に異なる物を想像するのは非常に難しい。しかし、こうした代わりとなるビジョンがなければ、我々はあがくこともできない泥沼に陥ってしまう。だから、準備した方がいい。どこに行きたいのかを知る必要がある」とカレンバックは語った。

## 背景
カレンバックは、カリフォルニア北部から太平洋北西部にかけて共通して見られるテクノロジー、ライフスタイル、風習、物の見方という糸を紡いで、この小説を書いた。
「最先端なるもの」（エコトピア人の価値観や習慣の中心的アイデア）は、米国西部で起こっていた実際の社会的実験に見られるパターンだった。
例えば、作中のクリック・スクール（架空）は、カリフォルニア州マーティネズ郊外にあるオルターナティブ・スクールで、カレンバックの息子がしばく通ったピネル・スクールに基づいている。
物語の重要な社会的側面の他にも、カレンバックは小説執筆の際に様々な思想の影響を受けたことを明らかにしていた。生態学や保全生物学での科学的諸発見、都市計画への新しいアプローチに関する都市エコロジー運動、エイモリー・ロビンスに代表されるソフト・エネルギー運動、「サイエンティフィック・アメリカン」や学術雑誌「サイエンス」誌などの出版物に発表された様々な環境に優しいエネルギー、住宅建設、輸送技術などの研究を基づいていたと、著者は語っていた。
カレンバックのエコトピア概念はハイテクを拒絶しないが、小説中の社会のメンバーは技術の「意識的な選択」を示すことを好むので、人間の健康や衛生が保護されるだけでなく、社会と環境の福祉も保護されることとした。
それ故、ストーリー中でビデオ会議の発展やその自由な利用をも予測されていたのは興味深い点である。
『エコトピア』が執筆・出版された1970年代、数多くの著名なカウンターカルチャーやニューレフトの思想家が、第二次世界大戦後のアメリカに象徴される消費と過剰を声高に非難した。エコトピアの市民は、自然と人間のバランスの探求という共通の目標を分ち合っていた。彼らは「汚れた空気、化学品漬けの食品やばかげた宣伝・広告に文字通り嫌気がさしていた。彼らは自らを守る唯一の道である政治に目を向けた。」20世紀半ばに、「企業は規模と複雑さを増し、市民は自分たちのために存在するといわれる市場が、まだ自分たちに役に立っているのかを知る必要があった。」カレンバックの『エコトピア』は、多くの市民が、市場や政府が彼らが望む形で自分たちに役立ってないと感じている事実を、対象にしている。この本は「アメリカ人の生活の様々な側面の中でも、大量消費と物質主義への異議申し立て」と受け止めることができる。サイエンス・フィクションやユートピア小説の下位ジャンルである「エコトピア小説」は、明白にこの小説に言及している。

## あらすじ
舞台は1999年（実際に書かれた1974年の25年後の未来）に設定されている。
1980年にアメリカ合衆国から分離独立した小国・エコトピアに初めての調査に入ったアメリカの大手メディアのレポーター、ウィリアム・ウエストンというジャーナリストの日記と、彼の執筆した新聞へのレポートからなる。
ウエストンの報告以前には、米国民はエコトピアへの立ち入りが禁止されていた。
そして、エコトピアがアメリカの報復に対する監視を続けている姿が描かれている。
新国家エコトピアは、カルフォルニア州北部、オレゴン州、ワシントン州からなる。
つまり、カリフォルニア州南部はエコトピアにとっては見果てぬ夢だと匂わせている。
読者はウエストン（最初はエコトピア人に興味を持つものの、特に共感をいだいていた訳ではなかった）とともに、エコトピアの輸送システム、両性の役割、性の自由、一夫一妻制ではない関係の受け入れといったエコトピア人のライフスタイルについて学ぶ。
リベラルな大麻の使用も明らかにみられる。地元の芸術や参加型のスポーツやさまざまなフィットネスが好まれるために、大衆の見世物的なスポーツのテレビ放映は姿を消している。
エコトピア人の中には、（自由参加の）戦争ゲームという奇妙な娯楽に参加する人たちもいて、本物の武器で戦い、しばしばケガをすることもあった。
サンフランシスコのイーストベイ・エリアのミニ国家に住むことを選んだ多数のアフリカ人の子孫たちによる自然発生的な分離主義に対しても、エコトピアは寛大だった。
エコトピアの社会は、分散型の再生可能エネルギーの生産や環境に配慮したビル建設を好む。
市民は技術的創造性にあふれ、その反面、自然に関わり、自然への感受性に富んでいた。
高度に地方に分散された国民皆保険の医療制度と、周到な教育改革の姿が描かれている（語り手はエコトピアの治療法には性的刺激が含まれているのかも知れないと気づく）。
国防戦略は最先端武器産業の開発に集中されているものの、一方でアメリカの侵略やアメリカへの併合を阻止するために、アメリカにおける主要な人口集中地域に対して秘密裡に大量破壊兵器を配備していると公言されている。
読み進めていく内に読者は、ウエストンの日記を通じて彼に個人的な変化をもたらすエコトピアの女性との恋愛関係といった、新聞のコラムに書いていない知見があることを理解する。
本書の並列的な物語構造によって、ウェストンの日記に記されている彼の心の中の思いが、どのように彼の記事の読者向けの外部への発表につながっていくのかを、読者は理解する。
ウエストンの最初の疑念にもかかわらず、目新しく思えたエコトピアの市民たちは、賢明で、技術に優れ、感情豊かで、時には乱暴になるが同時に社会的責任を果たす、愛国心が強いという特徴を持つ人たちだった。
彼らはしばしば拡大家族の中で暮らし、民族集団が分離した場所に好んで暮らす傾向がある。
営利企業はたいてい従業員が所有・管理する。
女性が指導者である（しかし、女性が独占しているわけではない）政党と政府の構造からなる現政権の統治は、非常に分権化している。
ウエストンはエコトピアでの暮らしに自分が魅せられたことに気づき、広い世界へのエコトピアの代弁者としてエコトピアにとどまる決意をするところで、この小説は終わる。

## 本書の価値観
本書に描かれたエコトピア人たちによって体現された価値観は、著者が推奨する価値観を反映していた。
カレンバックは、エコトピア人は多様性が開花できる環境・社会の安定の基本的な重要性にこだわると言う。
彼らは創造性を重視し、男女平等を保証し、自然システムの保護と回復を行い、都市内における食料生産を奨励し、さらに健康、友情、有意義な会話や遊びなどの生活の質の価値を大切にする。
カレンバックは、エコトピアの社会による貴重な素材や物質のリサイクルに関しても本書で描いている。
彼はあらゆる種類のリサイクルにより広い役割を見い出し、これがエコトピアの基盤となる様々な概念の基調をなすものと見ている。
後年、カレンバックはポスター用に次のような「地球の十戎」を生み出した。これは『エコトピア』の中に表された価値観を最もよく体現していると見られる。

## 実現への期待
カレンバックが描いた世界におけるテレビの役割に関する考察は、特筆に値する。
著者は、テレビで政治プロセスを直接放送するチャンネルを、市民にとって有益であるとして支持した。
これはある意味、1979年に実現したC-SPAN（米国の非営利ケーブルテレビ局。議会中継などを放送した）を予見し、日々の立法や司法裁判がテレビ放映される姿に言及している。
高度に専門的な議論でさえ、エコトピアの視聴者のニーズや要求を反映してテレビ放映されていた。
本書に登場するもう一つの興味深いのは、オンデマンド印刷（POD）である。
エコトピアの消費者はジュークボックスのような装置からお気に入りの印刷媒体を選んで印刷製本することが出来た。
現実に、オンラインで注文した顧客のために印刷・製本・発送するオンデマンド印刷（POD）サービスが実現したのは21世紀になってからである。
カレンバックがエコトピアで描いた持続可能な都市や建築のイメージは、徐々に具現化されつつある。
その姿や、これからの都市の青写真をリチャード・レジスターは『エコシティ — バークレーの生態都市計画』（工作舎、1993年）で示している。
同書はカレンバックの助言や著者との議論を経て生まれた本で、生物学や生態学の知恵を都市づくりに活かした「エコシティ」と呼ばれる都市計画の原理と実践法を提示している。
この運動は今や国境を超え、世界に徐々に浸透しつつある。

レジスターは同書の謝辞の中で、カレンバックの思いに対して心からの感謝を述べている。

## 影響
本書の重要性は現実味を帯びた代替的で生態学的に健全なライフスタイルに対する想像力にあり、それに比べると文章スタイルにはさして見るべきものはない。
また、本書は1970年代以降の環境保護運動に関わる多くの人々が心に描いた、もう一つの未来の夢を文章化したものであった。
それぞれの物の見方を端的に物語る登場人物二人の名前が、本書がアメリカの生態と文化の欠陥と著者が見たものの反映であることを強く示している。
- 主人公ウイル・ウェストン（Will Weston）は文字通り「西へ向かう」という拡張主義的で物質主義的なアメリカ文化を代表している。
- エコトピアの大統領であり、エコトピアの女性スポークスパーソンでもあるベラ・オールウェン（Vera Allwen）の「ベラ（Vera）」はラテン語で「真実」を意味し、オールウェン（Allwen）は「すべての女性（All women）＋すべての男性（all men）」を象徴している。

当時のアメリカの環境保護運動の大半が規制を求めたのとは対照的に、カレンバックの描いたエコトピア国は、持続可能な生活習慣やビジネス慣行を求める強固な道徳観に支えられ、より自由放任主義的な経済を志向した。
1981年、カレンバックは持続可能なエコトピア国成立の経緯について書いた続編『緑の国エコトピア - エコトピア国の出現』を出版した。
1990年、オーディオ・ルネッサンスが、ラジオ・ネットワーク放送の録音という形で、『エコトピア』の一部をオーディオカセット版の戯曲として発売した（エコトピアの中で主人公ウィリアム・ウエストンが所属していた「タイム・ポスト社」は「アライド・ニューズ・ネットワーク社」に置き換えられている）。
ウェストンの日記部分は著者アーネスト・カレンバック自身の朗読で、ウェストンの報告書部分はベテラン新聞記者エドウィン・ニューマンが朗読した。
『エコトピア』は2008年12月現在、環境学、社会学、都市計画の学科で 課題図書にあげる大学が増えているという（下記参考文献の中で、ニューヨーク・タイムズのThe Novel That Predicted Portlandの記事を参照）。
また、シナリオ・プランニングの世界では、持続可能な未来を描いたシナリオとして、「エコトピア」という言葉が定着している。
例えば、ローレンス・ウィルキンソンによるワイアード誌の記事「シナリオの作り方」には、政府は国民のために大きな役割を果たすものの、低成長で、その政府以上に国民が共通に心に抱くエコロジー的価値観が重視される未来の社会のシナリオとして『エコトピア』というタイトルが付いたシナリオが登場する。
ジョエル・ガローは著書『he Nine Nations of North America』（邦題:『どのアメリカが怒っているのか 九つに分断された超大国』）で、その一つの国を本書にちなんで「エコトピア」と名付けた。

## 評価
英国のピース・ニューズ誌で、ドン・ミリガンは「エコトピアは、スウェーデンの社会民主主義、スイスの中立性、ユーゴスラビアのワーカーズ・コープ（労働者協同組合）の粗悪なアマルガムを、エドワード・ゴールドスミスの『生き残るための青写真』の独裁主義で継当てしたようなものだ。エコトピアは　欠陥のある未来の欠陥のあるビジョンだ。」と述べ、エコトピアに否定的に論評している。
また対照的に、ラルフ・ネーダーは「エコトピアの素晴らしい状態のどれ一つとして、我々の社会の技術や資源の手の届く範囲を超えているものはない」と本書を賞賛した。
スコット・ティンバーグによると、ネバダ大学の環境文学の教授スコット・ソルビックはニューヨークタイムズ紙に「『エコトピア』（という概念）は大衆文化にまたたく間に受け入れられた。あなたは人々がエコトピアのアイデアについて語り、太平洋北西部をエコトピアと言うのも耳にしているはずだ。」と引用したという。
無政府主義者と反資本主義者のユートピア小説『ボロ' ボロ'』（ハンス・ウィドマー、1983年）は、「エコトピアではこれまで通りドルが流通している」とカレンバックを批判している。
ドイツの社会科学者ロルフ・シュヴェンダーは、「カレンバックのユートピアは、多文化的で、ソフト・テクノロジー的で、反集権的で、女性に優しく、（無階層制ではないものの）弱階層制的だ」と言う（ウィキペディア・ドイツ語版より）。
ドイツのユートピア研究家リチャード・ザーゲは、カレンバックの描いたユートピアにおける崇高な個人の基本的人権の重要性、政治的な意志形成プロセスの透明性を強調した。彼は、カレンバックが反個人主義的なユートピアの伝統を確立し、エコトピアは単にホリスティックな自然崇拝に導くものに過ぎず、そこから生まれ、そこに戻っていくと批判した。

## 翻訳
- 『エコトピア・レポート』(小尾芙佐訳、東京創元社、創元推理文庫） 1981.7　ISBN 4-488-66701-5
- 『緑の国エコトピア - エコトピア国の出現 上巻』（三輪妙子訳、ほんの木） 1992.7　ISBN 4-938-56822-5
- 『緑の国エコトピア - エコトピア・レポート 下巻』（前田公美訳、ほんの木） 1992.6　ISBN 4-938-56831-4